# François Jollivet de Castelot
Pour les articles homonymes, voir Castelot.
François Jollivet de Castelot est un homme politique français né le 1er septembre 1821 à Vannes (Morbihan) et décédé le 6 juin 1854 à Vannes.

## Biographie
Il est le petit-fils de René Marie Jollivet, député du Morbihan de 1815 à 1823. Maire de Vannes, il est député du Morbihan de 1852 à 1854, siégeant dans la majorité dynastique. Le roi Louis-Philippe signe une autorisation de dispense en raison de son jeune âge pour qu'il puisse se marier. Marié à la petite-fille de Jean-Marie Pelauque-Béraut, un député du tiers état aux États généraux de 1789, il est le grand-père de l'alchimiste et occultiste François Jollivet-Castelot. 
En 1852, il acquiert le château de Kerran.
Il meurt d'une attaque foudroyante du choléra et est inhumé à Arradon,.

## Sources
- « François Jollivet de Castelot », dans Adolphe Robert et Gaston Cougny, Dictionnaire des parlementaires français, Edgar Bourloton, 1889-1891 [détail de l’édition]
- « François, Marie JOLLIVET DE CASTELLOT (1821 - 1854) », sur www.assemblee-nationale.fr (consulté le 4 janvier 2013)

1. 1 2 3  (en) « Family tree of François JOLLIVET-CASTELOT », sur Geneanet (consulté le 19 avril 2024)
2. ↑  « Cimetières de France et d'ailleurs »